# Mäntysaari (ö i Norra Savolax, Kuopio, lat 62,95, long 27,44)
Mäntysaari är en ö i Finland. Den ligger i sjön Kallavesi (norra delen) och i kommunen Kuopio i den ekonomiska regionen  Kuopio ekonomiska region  och landskapet Norra Savolax, i den centrala delen av landet, 300 km norr om huvudstaden Helsingfors. Öns area är 19,8 hektar och dess största längd är 0,7 kilometer i öst-västlig riktning.